# ارباب حلقه‌ها: دو برج
ارباب حلقه‌ها: دو برج (انگلیسی: The Lord of the Rings: The Two Towers) یک فیلم ماجراجویی فانتزی حماسی به کارگردانی پیتر جکسون است که در سال ۲۰۰۲ منتشر شد. این فیلم بر پایهٔ جلد دوم رمان ارباب حلقه‌ها نوشتهٔ جی. آر. آر. تالکین ساخته شده است. این فیلم دنبالهٔ ارباب حلقه‌ها: یاران حلقه (۲۰۰۱) است و دومین قسمت از سه‌گانهٔ ارباب حلقه‌ها محسوب می‌شود. تهیه‌کنندگی این فیلم بر عهدهٔ باری ام آزبرن، فرن والش و جکسون از فیلم‌نامه‌ای به‌قلم والش، فیلیپا بوینس، استیون سینکلر و جکسون بوده است. در این فیلم گروه بازیگران متشکل از الایجا وود، ایان مک‌کلن، لیو تایلر، ویگو مورتنسن، شان آستین، کیت بلانشت، جان ریس-دیویس، برنارد هیل، کریستوفر لی، بیلی بوید، دامینیک مانهن، اورلاندو بلوم، هوگو ویوینگ، میراندا اتو، دیوید ونهام، براد دوریف، کارل اربن و اندی سرکیس حضور دارند.
این فیلم میان‌برشی از خط داستانی سه فیلم است و در ادامهٔ طرح داستانی ارباب حلقه‌ها: یاران حلقه روایت می‌شود. سرمایه‌گذاری و توزیع فیلم ارباب حلقه‌ها: دو برج بر عهدهٔ استودیوی آمریکایی نیو لاین سینما بوده است، اما به‌طور کامل هم‌زمان با دو قسمت دیگر از این سه‌گانه در زادگاه جکسون، نیوزیلند فیلم‌برداری و تدوین شده است. این فیلم نخستین بار در ۵ دسامبر ۲۰۰۲ در تئاتر زیگفلد در نیویورک به نمایش درآمد و سپس به‌صورت سینمایی در ۱۸ دسامبر ۲۰۰۲ در ایالات متحده و در ۱۹ دسامبر ۲۰۰۲ در نیوزیلند منتشر شد. این فیلم از سوی منتقدان و تماشاگران مورد استقبال قرار گرفت و آن را نقطه عطفی در صنعت فیلم‌سازی و دستاوردی در ژانر فیلم فانتزی در نظر گرفتند. این فیلم برای کارگردانی، سکانس‌های اکشن، نقش‌آفرینی‌ها و گرافیک رایانه‌ای، به ویژه برای گالوم، مورد تحسین قرار گرفت. فروش جهانی این فیلم ۹۳۶ میلیون دلار بود و به پرفروش‌ترین فیلم ۲۰۰۲ بدل شد و همچنین آن دوره در جایگاه سوم پرفروش‌ترین فیلم‌های جهان قرار گرفت. پس از انتشار مجدد فیلم، تا سال ۲۰۲۱ بیش از ۹۴۷ میلیون دلار فروش داشته است.
ارباب حلقه‌ها: دو برج یکی از بزرگ‌ترین و تاثیرگذارترین فیلم‌هایی است که تا به حال ساخته شده است. این فیلم افتخارات گوناگونی دریافت کرد؛ در هفتاد و پنجمین دوره جوایز اسکار نامزد دریافت شش جایزهٔ از جمله بهترین فیلم شد و در نهایت توانست جایزهٔ بهترین تدوین صدا و  بهترین جلوه‌های تصویری را دریافت کند. دنبالهٔ این فیلم با عنوان ارباب حلقه‌ها: بازگشت پادشاه در سال ۲۰۰۳ منتشر شد.

## داستان
سه روز از داستان یاران حلقه گذشته است. فرودو همراه با سم در سنگلاخ‌های امین میول سرگردان‌اند، تا اینکه موجودی به نام گالوم که در تعقیب آن‌ها بود را می‌گیرند و فرودو پس از اعتماد به او، از او می‌خواهد که آن‌ها را تا دروازهٔ سیاه، موردور هدایت کند. از سوی دیگر مری و پیپین به‌دستِ گروهی از ارک‌ها گرفتار شده‌اند و ارک‌ها می‌خواهند آن‌ها را به آیزنگارد نزد سارومان ببرند. آراگورن، لگولاس و گیملی هم به‌دنبالِ ارک‌هایند تا مری و پیپین را نجات دهند. سارومان در آیزنگارد قدرت خود را افزایش داده و با اتحادی که با سائورون دارد قصد دارد تا سرزمین انسان‌ها را نابود کند و قدرت دو برج یعنی اورتانک و باراد-دور را بر آن‌جا اعمال کند برای این کار ابتدا می‌خواهد سرزمین روهان را تحت تسلط درآورد. پادشاه روهان تئودن است که ذهنش مسموم شده و دوست را از دشمن تشخیص نمی‌دهد.
فرودو و سم به دنبال گالوم در راه رفتن به موردر هستند که به باتلاق‌های مردگان می‌رسند که در تسخیر ارواح هست. در همین بین فرودو به درون باتلاقی می‌افتد و در حالی که در حال تسخیر شدن توسط ارواح است گالوم او را نجات می‌دهد و باعث می‌شود نظر فرودو در موردش عوض شود. فردو در مورد گذشته گالوم با او حرف می‌زند، نام قدیم او که اسمیگل بوده و نژاد او که هابیت بوده را هم برایش یادآور می‌شود و این دو ارتباط صمیمی تری با هم پیدا می‌کنند.
آراگون، لگولاس و گیملی در پی یافتن هابیت‌ها وارد جنگل فانگورن می‌شوند، این جنگل زادگاه درختان سخنگو انت است که از حضور آنها در آنجا خوشحال نیستند. آنها ناگهان متوجه نزدیک شدن جادوگر سفید می‌شوند که ابتدا تصور می‌کنند سارومان باشد ولی ناباورانه با گندالف سفید مواجه می‌شوند. گندالف برای آنها توضیح می‌دهد که پس از نبرد با بالروگ و نابود کردن او، خودش نیز در حال از دست دادن قدرتش بود و تاریکی وجودش را فرا گرفته بود، اما مورد لطف والارها قرار می‌گیرد و به گندالف سفید با قدرتی بیشتر از گندالف خاکستری تبدیل شده است. آنها تصمیم می‌گیرند به ملاقات تئودن بروند. از سوی دیگر مری و پپین هم به دستور گندالف، در جنگل فانگورن تحت حفاظت ریش درختی که یکی از انت‌ها می‌باشد هستند.
فرودو و سم و گالوم به دروازه‌های موردور می‌رسند که تحت حفاظت شدید ارک‌ها است آنها بر فراز صخره ای نظاره گر آن می‌شوند ولی توانایی وارد شدن به آنرا ندارند. گالوم به آنها پیشنهاد می‌دهد که از این داروازه‌ها وارد نشوند و از یک راه دیگری که او می‌شناسد وارد شوند.
گندالف و یارانش وارد ادوراس می‌شوند تا تئودن را ملاقات کنند. او مشاوری به نام گریما مارزبان دارد که دست پرورده سارومان است و باعث شده ذهن پادشاه را مسموم کند و مردم سرزمین روهان را دلمرده کرده است. گندالف با نیرویی که به او بخشیده شده روح سارومان را از کالبد پادشاه تئودن خارج کرده و او را درمان می‌کند و سرزمین روهان را به حالت قبل بازمی‌گرداند. پادشاه بلافاصله قصد کشتن گریما را دارد که آراگورن مانع اینکار می‌شود و گریما نزد سارومان بازمی‌گردد.
پادشاه که حالا ذهنش بهبود یافته، سراغ پسرش را می‌گیرد که در جنگ با اورک‌ها کشته شده است و با فهمیدن این موضوع سخت آزرده خاطر می‌شود. همچنین او می‌فهمد که نیروهای سارومان در حال یورش به سرزمین‌های روهان هستند. گندالف پیشنهاد می‌دهد که رو در رو با ارتش سارومان وارد نبرد شوند، اما تئودن نمی‌پذیرد و دستور تخلیه شهر ادوراس و رفتن به سمت استحکامات هلم در کوه‌های سفید را می‌دهد تا مردمش در امان باشند. گندالف که از این تصمیم عصبانی شده برای یافتن کمک آنجا را ترک می‌کند ولی به آراگون می‌گوید با یارنش همراه تئودن باشند. مردم شهر در حال آماده شدن جهت مهاجرت هستند و آراگون هم مثال سایرین آماده می‌شود و در این بین کمی دلبستگی به ائووین پیدا کرده است.
فردو و سم و گالوم در حال رفتن به کوه نابودی هستند که اتفاقی به یاران فارامیر برخورد می‌کنند، فرودو سعی می‌کند هویتش را پنهان کند و فارامیر که فکر می‌کند آنها خادمان برج تاریک هستند دستیگرشان می‌کند.
مردم روهان در حال رفتن به کوه‌های سفید هستند که ناگهان گرگ‌های سارومان به آنها یورش می‌برند. زنها و بچه‌ها از گروه جدا شده و به سمت هلم می‌روند ولی سربازان می‌ماند تا با آنها بجنگند و در این بین آراگورن به درون دره ای سقوط می‌کند. سربازان در حالی که تعدادشان کمتر شده به هلم می‌رسند. ائووین با شنیدن خبر ناپدید شدن آراگورن بسیار ناراحت می‌شود.
سارومان ارتش ده‌ها هزار نفری خود را برای حمله به روهان آماده می‌کند. آراگورن که به دره سقوط کرده در کنار رودخانه به هوش می‌آید. آرون ذهنش از آراگورن پاک نمی‌شود و مدام رویاهای او را می‌بیند و به اصرار پدرش الروند مجبور است به والینور سفر کند. اما سعی می‌کند پدرش را متقاعد کند او را مجبور به این کار نکند ولی با مخالفت پدرش مواجه می‌شد و به او می‌گوید حتی با زنده ماندن آراگورن او فانی خواهد بود و باید با مرگ عزیزانت روبرو شوی.
فارامیر فرودو را مجبور می‌کند که هویتش را فاش کند و او هم جریان حلقه و یارانش را تعریف می‌کند. فرودو می‌فهمد که بارومیر برادر فارامیر بوده و از خبر کشته شدنش مطلع می‌شود. آنها قصد کشتن گالوم را دارند ولی فرودو درخواست می‌کند که او را زنده نگه دارند و در عوض او را دستگیر کنند. آنها گالوم رو گرفته و شکنجه اش می‌دهند او می‌پندارد که فرودو باعث دستگیریش شده و از او کینه به دل می‌گیرد. فارامیر قصد دارد که حلقه را نزد پدرش ببرد تا محبوبیت از دست رفته اش را پس بگیرد.
ریش درختی گرد همایی صورت می‌دهد تا برای مشارکت انت‌ها در جنگ با سارومان با آنها مشورت کند ولی این جلسه بسیار طولانی می‌شود و حسابی مری و پپین را کلافه می‌کند. در نهایت آنها به این نتیجه می‌رسند که این جنگ هیچ ارتباطی به آنها ندارد و این تصمیم باعث عصبانیت هابیت‌ها می‌شود.
آراگورن به قلعه هلم می‌رسد و با خوشحالی و استقبال خوب یارانش روبرو می‌شود. او پادشاه را آگاه می‌سازد ده‌ها هزار اورک به سمت قلعه می‌آیند. روهان خود را برای رویارویی با ارتش سارومان آماده می‌کند. آنها از مردان پیر و پسران جوان هم استفاده می‌کنند. در شهر هیاهویی بر پا است همه در ترس اضطراب به سر می‌برند. در این بین تعدادی از کمانداران الف به رهبری هالدیر از طرف الروند برای کمک به قلعه هلم می‌رسند که باعث دلگرمی همه می‌شود. جنگ آغاز می‌شود و اورک‌ها پشت دیوارهای قلعه هلم در تکاپو هستند و سعی دارند دیوار جلویی را ازبین ببرند.
پپین و مری که از تصمیم انت‌ها نارحت هستند و سوار بر ریش درختی به فکر بازگشت به خانه هستند اما پپین ریش درختی را مجاب می‌کند که آنها را از جنوب ببرد، جایی که بسیار نزدیک به آیزنگارد است. ریش درختی می‌پذیرد و آنها را به سمت جنوب می‌برد که ناگاه با انبوهی از درختان قطع شده توسط نیروهای سارومان مواجه می‌شود. او با فریادی بلند باقی انت‌ها را احضار کرده تا به جنگ با سارومان بروند.
قلعه هلم در حال سقوط است، پادشاه تئودن و یارانش قصد دارند از آخرین نیروی خودشان استفاده کنند تا از قلعه محافظت کنند، آنها با اسب‌هایشان از قلعه خارج شده و قصد دارند تا آخرین نفس بجنگند، اما تعداد اورک‌ها بسیار زیاد است و امیدی نیست. ناگهان گندالف به همراه هزاران سواره نظام به رهبری ائومر بر فراز قله کوه نمایان می‌شوند. و همزمان با طلوع آفتاب به نیروهای اورک حمله کرده و آنها از بین برده و برخی نیز به سمت جنگل فرار می‌کنند و در آنجا هم درختان امانشان نمیدهتد.
پپین و مری به همراه انت‌ها به آیزنگارد حمله کرده و آنجا را به تصرف درمی‌آورند و سارومان و گریما را در برج اورتانک گیر می‌اندازند. هابیت‌ها به خاطر غنائمی که بدست آورده‌اند بسیار خشنود هستند.
فارامیر، فرودو و سم و گالوم را آزاد می‌کند و گالوم را مجبور به اطاعت از فرودو می‌کند و تهدید می‌کند که بلایی بر سرشان نیاورد، گالوم ظاهراً اطاعت می‌کند اما فکر دیگری در سر دارد…

## بازیگران
| نقش                        | بازیگر        |
| -------------------------- | ------------- |
| فرودو بگینز                | الیجاه وود    |
| گندالف خاکستری/گندالف سفید | ایان مک‌کلن    |
| آراگورن                    | ویگو مورتنسن  |
| آرون                       | لیو تایلر     |
| سم‌وایز گمجی                | شان آستین     |
| گالادریل                   | کیت بلانشت    |
| گیملی                      | جان ریس-دیویس |
| تئودن                      | برنارد هیل    |
| سارومان                    | کریستوفر لی   |
| پرگرین (پیپین) توک         | بیلی بوید     |
| مریادوک برندی‌باک           | دامینیک مانهن |
| لگولاس                     | اورلاندو بلوم |
| الروند                     | هوگو ویوینگ   |
| ائووین                     | میراندا اتو   |
| فارامیر                    | دیوید ونهام   |
| گریما مارزبان              | براد دوریف    |
| ائومر                      | کارل اوربان   |
| گالوم/اسمیگل               | اندی سرکیس    |
| هالدیر از لورین            | کریگ پارکر    |

## تولید

### طراحی و تولید

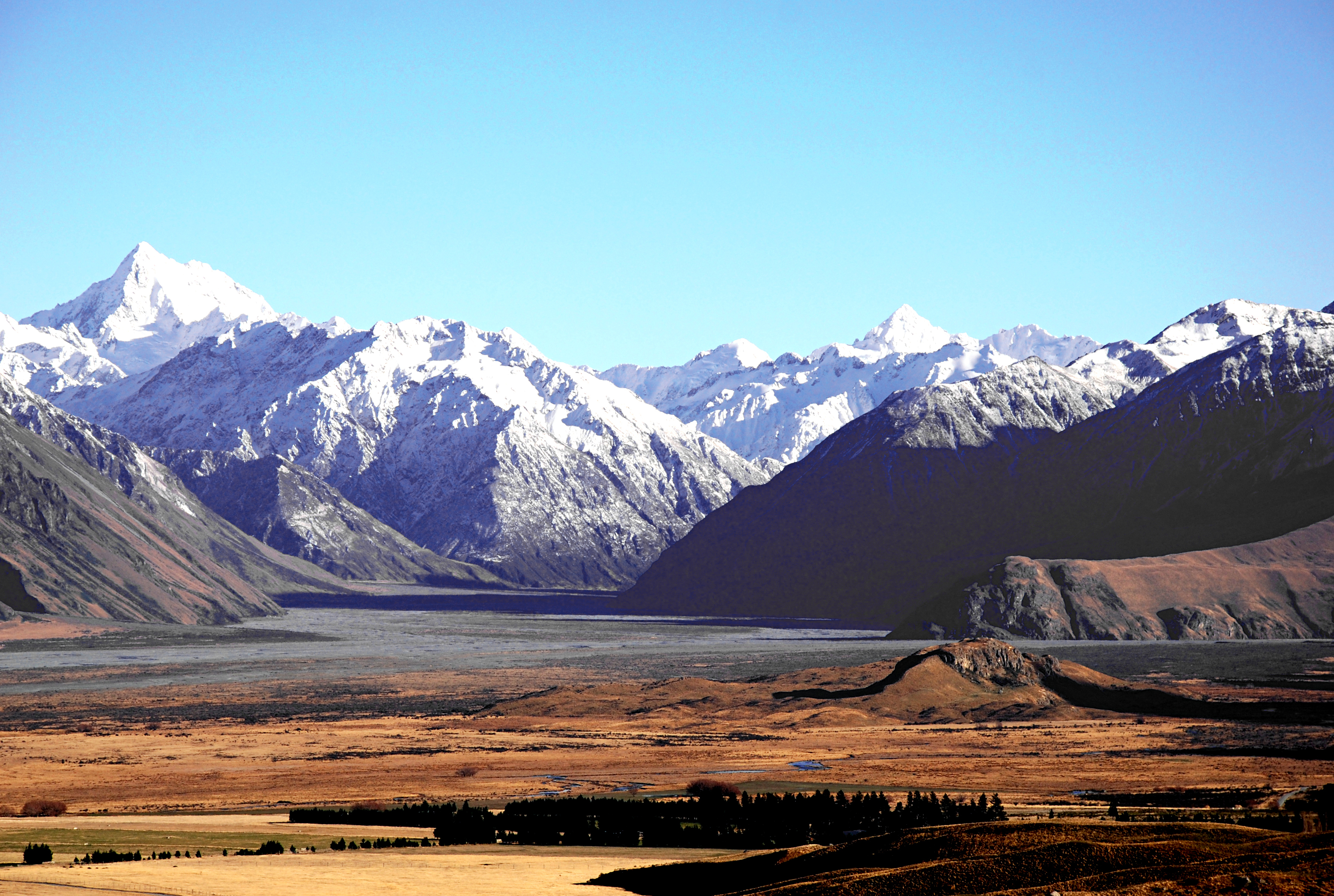
کوهی که به کوه یکشنبه مشهور است، در کانتربوری، نیوزیلند، در لوکیشن ادوراس.

زمانی که آلن لی به این پروژه در اواخر سال ۱۹۹۷ پیوست. هلمز دیپ اولین ساختمانی بود که او وظیفه داشت طراحی کند. اولین ساختمان مینیاتوری در مقیاس ۱:۳۵ ساخته شد. همچنین تصویرگر و طراح، جان هاو، پیشنهاد ساختِ یک دیوار منحنی را برای اطراف قلعه داد. جکسون از این ساختمان برای لانگ شات استفاده کرد، او همچنین از این ساختمان مینیاتوری برای طراحی صحنهٔ جنگ با ۴۰۰۰۰ سرباز پلاستیکی استفاده کرد.

## انتشار

### نسخهٔ خانگی
VHS and DVD
فیلم دو برج در قالب سیستم ویدئوی خانگی و دی‌وی‌دی در اوت ۲۰۰۳ در آمریکا منتشر شد.
نسخهٔ بلوری
نسخهٔ بلوری این فیلم در آوریل ۲۰۱۰ در آمریکا منتشر شد.

## جوایز

### جوایز اسکار
| جایزه                             | دریافت کننده گان                                    | نتیجه    |
| --------------------------------- | --------------------------------------------------- | -------- |
| جایزه اسکار بهترین فیلم           | پیتر جکسون، باری ام ازبرن، فرن والش                 | نامزدشده |
| جایزه اسکار بهترین طراحی صحنه     | گرنت ماجور                                          | نامزدشده |
| جایزه اسکار بهترین صداگذاری       | اثان ون در رایان و مایک هاپکینز                     | برنده    |
| جایزه اسکار بهترین میکس صدا       | کریستوفر بویز، مایکل سمانیک، مایکل هدگس، هاموند پیک | نامزدشده |
| جایزه اسکار بهترین تدوین          | مایکل هورتون                                        | نامزدشده |
| جایزه اسکار بهترین جلوه‌های تصویری | جیم ریگیل و جو لتری و رندال ویلیام کوک              | برنده    |

### جوایز گلدن گلوب
| جایزه                            | دریافت کننده گان                    | نتیجه    |
| -------------------------------- | ----------------------------------- | -------- |
| جایزه گلدن گلوب بهترین فیلم درام | پیتر جکسون، باری ام ازبرن، فرن والش | نامزدشده |
| جایزه گلدن گلوب بهترین کارگردانی | پیتر جکسون                          | نامزدشده |

### جوایز بفتا
| جایزه                              | دریافت کننده گان                                                                                         | نتیجه    |
| ---------------------------------- | --- | -------- |
| جایزه بفتای بهترین فیلم            | پیتر جکسونوباری ام ازبرنوفرن والش                                                                        | نامزدشده |
| جایزه بفتای بهترین کارگردانی       | پیتر جکسون                                                                                               | نامزدشده |
| جایزه بفتای بهترین فیلم‌برداری      | اندرو لزنی                                                                                               | نامزدشده |
| جایزه بفتای بهترین طراحی لباس      | نگیلا دیکسون و ریچارد تیلر                                                                               | برنده    |
| جایزه بفتای بهترین تدوین           | مایکل هورتون                                                                                             | نامزدشده |
| جایزه بفتای بهترین گریم و آرایش مو | پیتر کینگ و پیتر اون و ریچارد تیلر                                                                       | نامزدشده |
| جایزه بفتای بهترین طراحی صحنه      | گرنت ماجور                                                                                               | نامزدشده |
| جایزه بفتای بهترین صداگذاری        | کریستوفر بویز و دیوید فارمرو و مایکل هدگس و مایکل هاپکینز و هاموند پیک و مایکل سمانیک و اثان ون در رایان | نامزدشده |
| جایزه بفتای بهترین جلوه‌های ویژه    | رندال ویلیام کوک و الکس فانک و جو لتری و جیم ریگیل                                                       | برنده    |